# Deceptive Bends
Deceptive Bends è il quinto album in studio del gruppo rock britannico 10cc, pubblicato nel 1977.
Dopo la fuoriuscita di Kevin Godley e Lol Creme dal gruppo nel 1976 per formare i Godley & Creme, i 10cc furono vicini allo scioglimento. In ogni caso Eric Stewart e Graham Gouldman mantennero in vita il gruppo come duo (con l'assistenza del percussionista Paul Burgess). La copertina del disco fu realizzata da Hipgnosis, mentre il titolo proviene da un cartello stradale di pericolo per curve pericolose sulla A24 in direzione sud, tra Leatherhead e Dorking, nel Surrey; il cartello non è più presente.
Eric Stewart ricorda: "Ho dovuto affrontare una grande sfida per dimostrare al mondo discografico che non eravamo solo 5cc, come qualche media britannico ci aveva gentilmente soprannominato. La musica era più semplice di alcuni album dei 10cc precedenti, era molto più diretta, semplice e positiva. L'intero album è stato registrato molto in fretta (per i nostri standard). Ero in missione, e volavo più in alto e più veloce di quanto avessi fatto prima, e da allora sapevo che avevamo un album molto forte. Le nuove canzoni hanno costituito una parte importante nell'equazione, ovviamente. Stavo cercando di dimostrare che potevamo scrivere un album di successo senza Kevin e Lol... e l'abbiamo fatto!".
Godley e Creme facevano ancora parte della formazione durante gli albori dell'album. La formazione originale eseguì per la prima volta dal vivo il brano "Good Morning Judge" al festival di Knebworth il 21 agosto 1976 e lavorò anche ad una prima versione in studio di "People in Love", allora chiamata "Voodoo Boogie". Voodoo Boogie era caratterizzata da un arrangiamento più sincopato e prominenti cori di Creme, ma una volta assemblata la traccia, essa fu considerata tremenda e Godley e Creme lasciarono il gruppo poco dopo. Le versioni ufficiali di "Good Morning Judge" e "People in Love" furono eseguite da Stewart e Gouldman da soli, con l'aiuto di alcuni musicisti turnisti. La versione "Voodoo Boogie" di "People in Love" fu inclusa nel cofanetto in edizione limitata Tenology del 2012.
Il primo singolo estratto dall'album, The Things We Do for Love, raggiunse il sesto posto nella classifica britannica, il secondo in Irlanda e il primo in Canada.

## Tracce
Tutti i brani scritti da Eric Stewart e Graham Gouldman

### Lato A
1. Good Morning Judge – 2:55
2. The Things We Do for Love – 3:29
3. Marriage Bureau Rendezvous – 4:04
4. People in Love – 3:48
5. Modern Man Blues – 5:35

### Lato B
1. Honeymoon with B Troop – 2:46
2. I Bought a Flat Guitar Tutor – 1:48
3. You've Got a Cold – 3:36
4. Feel the Benefit, Pt. 1–3 – 11:31

### Tracce aggiuntive
edizione rimasterizzata del 1997
1. Hot to Trot – 4:30
2. Don't Squeeze Me Like Toothpaste – 3:39
3. I'm So Laid Back, I'm Laid Out – 3:46

## Formazione
Gruppo
- Eric Stewart – voce, organo, chitarre, slide guitar, tastiere, pianoforte, pianoforte elettrico, sintetizzatore, maracas
- Graham Gouldman – voce, organo, chitarre, dobro, basso, percussioni, cori, autoharp
- Paul Burgess – batteria, percussioni, vibrafono, pianoforte

Altri musicisti
- Del Newman – arrangiamento archi
- Jean Alain Roussel – organo, tastiere, piano
- Tony Spath – piano, oboe